# ادوارد فلیکس نورتون
ادوارد فلیکس نورتون (انگلیسی: Edward F. Norton; ۲۱ فوریهٔ ۱۸۸۴ – ۳ نوامبر ۱۹۵۴) فرد نظامی اهل بریتانیا بود. وی همچنین برندهٔ جوایزی همچون صلیب نظامی شده‌است.